# Sense (moleculaire biologie)
De termen sense en antisense hebben betrekking op de rol van een nucleïnezuurketen (DNA- of RNA-molecuul) in de codering van een aminozuurvolgorde. Een DNA-keten wordt sense genoemd als de nucleotidevolgorde ervan gelijk is aan die van het eiwitcoderende mRNA. In de moleculaire genetica wordt deze sense-DNA-keten ook wel de coderende streng genoemd. De andere streng, die complementair is aan de sense-streng, heet antisense. De term sense wordt ook in brede betekenis gebruikt voor alle stukken DNA die getranscribeerd kunnen worden naar een RNA-transcript – niet alleen mRNA maar ook niet-coderende RNA-moleculen.
De termen worden ook in een iets andere betekenis gebruikt in de virologie, om RNA-virussen in groepen te onder te brengen op basis van hun replicatiestrategie. Een positief-sense-RNA-virus (+ssRNA) heeft een genoom dat direct in het cytoplasma getransleerd kan worden, doordat het genoom rechtstreeks als mRNA kan dienen. Een negatief-sense-virus (–ssRNA) moet eerst een complementaire kopie maken van zijn genoom; deze positief-strengse kopie kan getransleerd worden.

## Sense en antisense in DNA
De dubbelstrengse DNA-helix is opgebouwd uit twee ketens van nucleotiden. Een basisregel daarbij is dat de twee ketens complementair zijn aan elkaar: de base A ligt altijd tegenover T, en G tegenover C. De twee strengen worden in de moleculaire biologie van elkaar onderscheiden met de termen sense en antisense. Een DNA-streng is sense als de nucleotidesequentie ervan rechtstreeks overeenkomt met de sequentie van het RNA-transcript dat getranslateerd kan worden in een reeks aminozuren (het messenger-RNA). De andere streng van het dubbelstrengse DNA-molecuul is antisense. Deze is dus complementair aan zowel de sense-streng als het RNA-transcript. 
Tijdens de transcriptie wordt de antisense-streng, ook wel matrijsstreng of template, van het DNA afgelezen door het enzym RNA-polymerase. Het mRNA-transcript dat wordt gesynthetiseerd, is complementair aan deze antisense-streng. Omdat het mRNA complementair is aan de antisense-streng, heeft het dezelfde sequentie als de sense-streng (behalve dat thymine in het DNA wordt vervangen door uracil in het mRNA). De DNA-streng die niet wordt afgelezen, maar qua code gelijk is aan het mRNA, is de coderende streng.
De termen sense en antisense hebben alleen betrekking op een lokaal stuk DNA; ze verwijzen niet naar de DNA-streng als geheel. Beide strengen van het dubbelstrengse DNA kunnen dienen als een sense en antisense-streng; het hangt er maar net vanaf op welk van de twee strengen zich het gen bevindt. Bij organismen met compacte genomen is het soms zelfs mogelijk dat eenzelfde stuk DNA in beide richtingen getranscribeerd wordt, bijvoorbeeld vanaf een gemeenschappelijke promotorregio. In dat geval is het DNA ambisense.

### Tijdens de transcriptie
Het sense-DNA wordt per conventie weergegeven in de 5'-naar-3'-richting, omdat dit ook de richting zal zijn waarin het mRNA wordt gesynthetiseerd. Omdat de sense-streng al behoorlijk lijkt op het uiteindelijke mRNA (het enige verschil is de vervanging van thymine door uracil), kan men de codontabel gebruiken om de aminozuurvolgorde af te lezen vanuit de DNA-sequentie. Het startcodon zal er op de sense-streng uitzien als 'ATG', en in het mRNA als 'AUG'. Uiteraard zal niet het DNA, maar de mRNA-keten uiteindelijk getransleerd worden tot een aminozuurketen, waardoor het gangbaar is om in de codontabel alleen de mRNA-codons op te nemen. Een voorbeeld van een sense- en antisense-sequentie is hieronder weergegeven.
| 3′TACCGCTATAGCG 5′ | antisense-DNA-streng (matrijsstreng) | Dient als matrijs (template) voor de transcriptie van DNA naar RNA |
| 5′ATGGCGATATCGC 3′ | sense-DNA-streng (coderende streng)  | Complementair aan de matrijsstreng. Dit is de streng die per afspraak altijd wordt weergegeven wanneer men een DNA-sequentie laat zien.                                                                 |
| 5′AUGGCGAUAUCGC 3′ | mRNA-transcript (altijd sense)       | Het mRNA is qua code gelijk aan het sense-DNA (behalve dat iedere T is vervangen door U). Dit komt omdat nucleotiden aan elkaar worden gekoppeld langs de matrijsstreng op basis van basenparingregels. |

## Antisense-RNA
Een belangrijke techniek in de genetica is gebaseerd op de hybridisatie (basenparing) van twee complementaire nucleïnezuren. In normale situatie wordt altijd de sense-streng van het dubbelstrengs DNA overgeschreven naar RNA. Als een gekloond gen zo wordt gemanipuleerd dat de tegenovergestelde DNA-streng wordt getranscribeerd, zal het een antisense-RNA produceren dat precies complementair is aan het normale sense mRNA-transcript. Dergelijk antisense-RNA kan, wanneer het in voldoende grote hoeveelheden wordt gesynthetiseerd, hybridiseren met het sense-RNA en zal de synthese van het gecodeerde eiwit stilleggen. Dit is een krachtige experimentele techniek in genetisch onderzoek. Een principe dat hieraan gerelateerd is, heet RNA-interferentie. Het principe wordt toegepast in een brede klasse van geneesmiddelen, de antisense-oligonucleotiden.

## Sense in de virologie

### (+)ssRNA-virussen

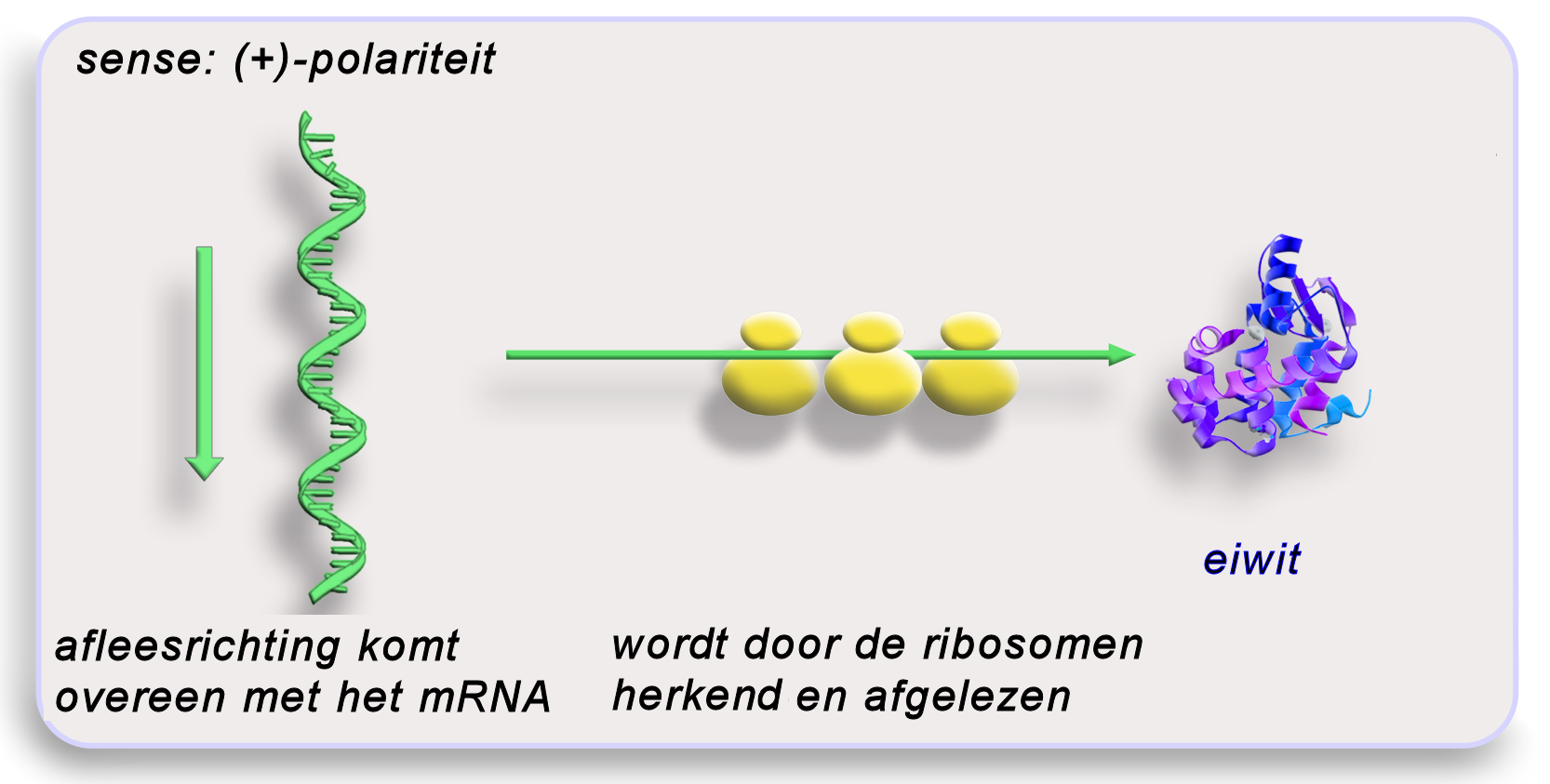
Replicatie van (+)ssRNA-virussen (sense)

Bij virussen met een positief enkelstrengs RNA-genoom kan het genetisch materiaal direct dienen als mRNA. Bij deze virussen wordt het RNA, nadat het de cel is binnengekomen, meteen door het ribosoom afgelezen. De virale eiwitten die dan gevormd worden, verzorgen de replicatie van het virale genoom. Bekende voorbeelden van dit soort veel voorkomende virussen met (+)ssRNA zijn de flavivirussen (bijvoorbeeld het gelekoortsvirus), coronavirussen waaronder het SARS-CoV-2 dat COVID-19 veroorzaakt en de zeer kleine picornavirussen, waaronder sommige verkoudheidsvirussen vallen.

### (−)ssRNA-virussen

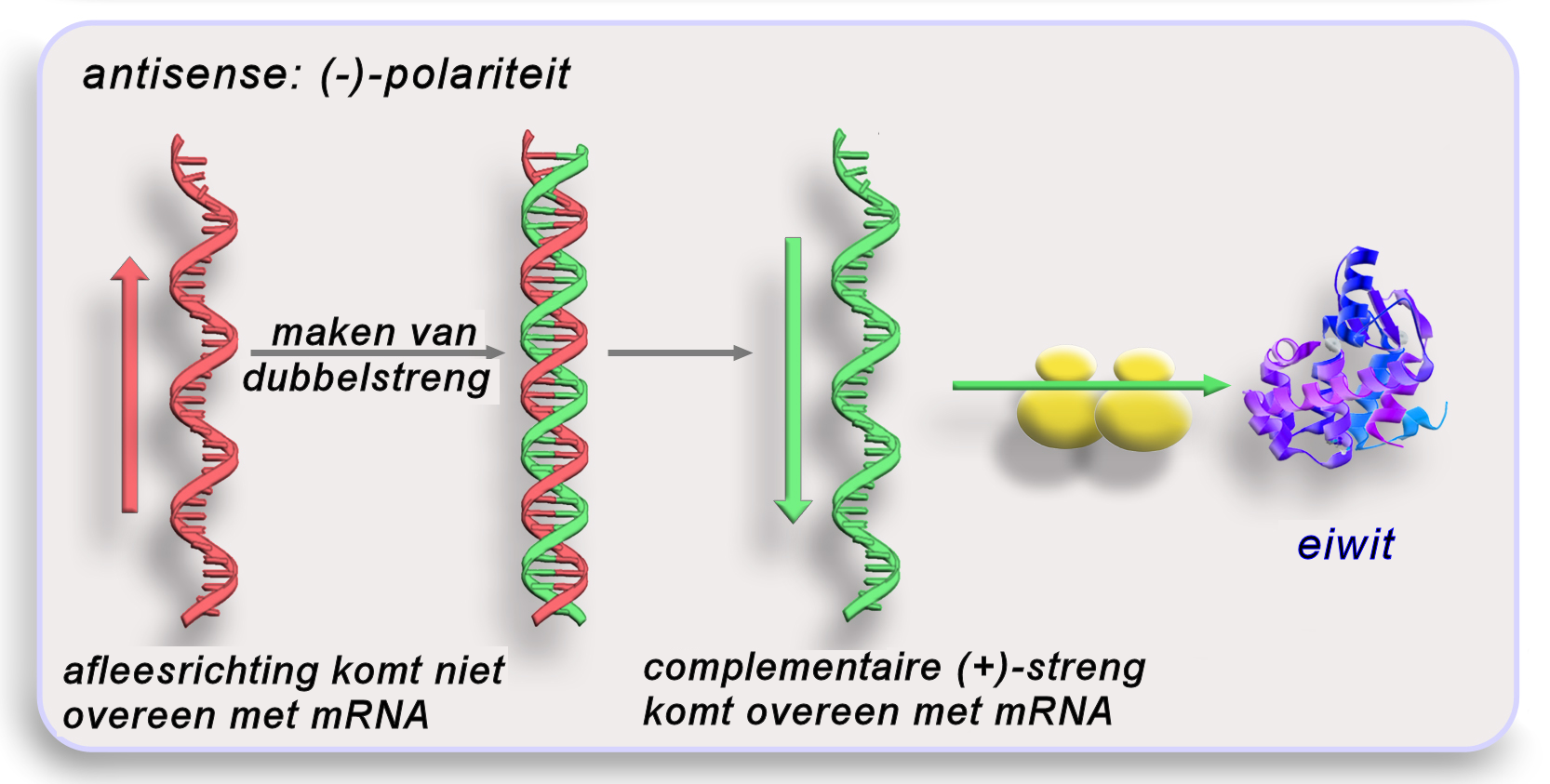
Replicatie van (–)ssRNA-virussen (antisense)

Bij een (−)ssRNA wordt steeds van het enkelstrengs-RNA een dubbelstrengs-RNA gemaakt. Deze complementaire RNA-streng komt met het mRNA overeen en kan door de ribosomen afgelezen worden. Eukaryotische cellen bezitten geen enzym dat de verdubbeling van het ssRNA tot een dsRNA-streng kan katalyseren. Daarom moeten de virussen met een (−)ssRNA-genoom steeds minstens één molecuul van een virus afkomstige RNA-polymerase in hun virusdeeltje ingebouwd hebben, dat dan aan het begin van de virusvermeerdering in de cel de viruseiwit- en RNA-synthese kan opstarten. 
Virussoorten met (-)ssRNA komen het meeste voor. Hiertoe behoren virussen uit de orde Mononegavirales (een deel van de naam -nega verwijst naar de negativiteit van het ongesegmenteerde genoom) (met bijvoorbeeld de familie Paramyxovirus waartoe het mazelenvirus behoort) en de familie Orthomyxoviridae (met bijvoorbeeld de geslachten van het Influenzavirus).

### Ambisense

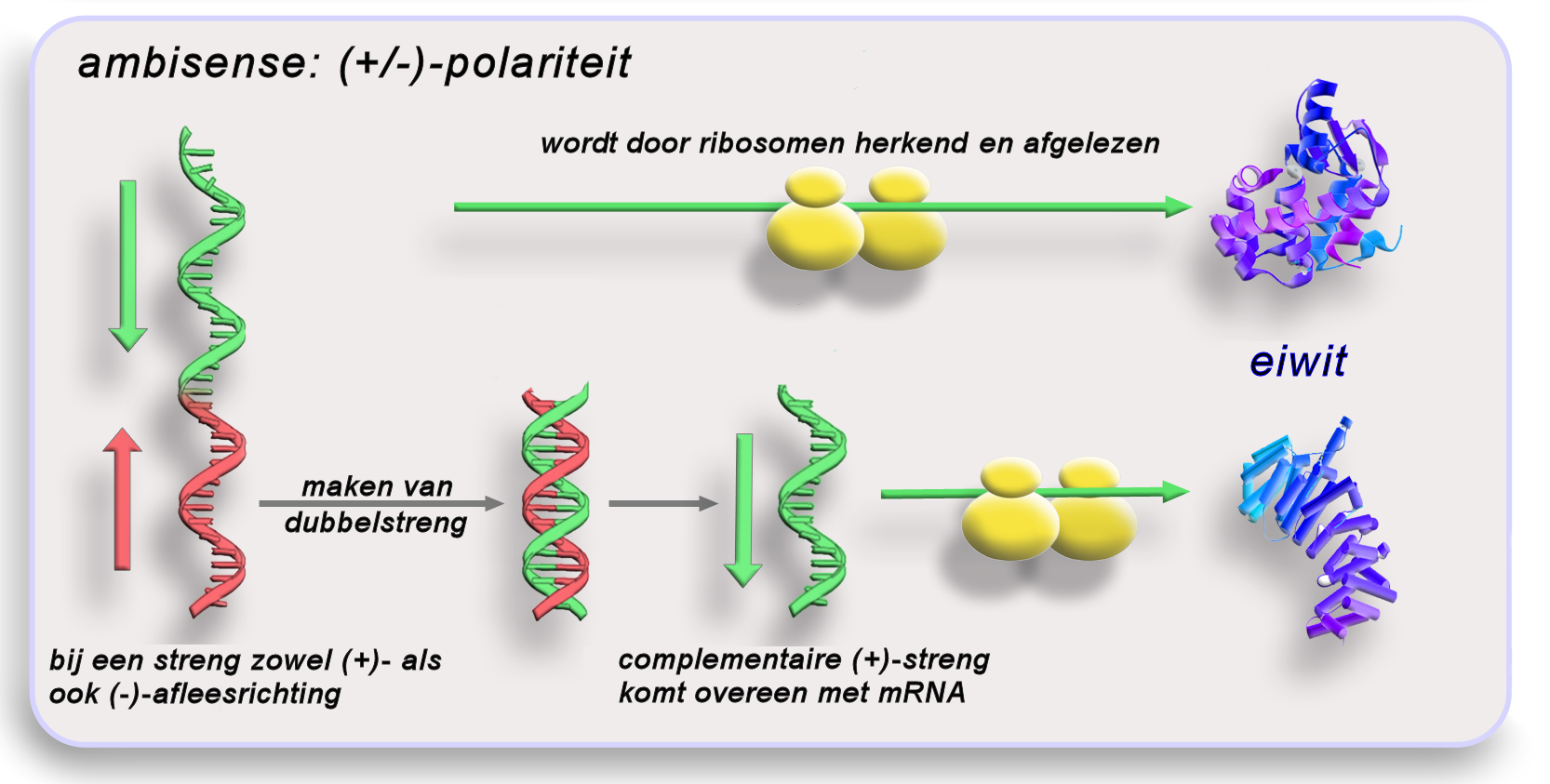
Replicatie virussen met een ambisense-genoom

Een bijzondere mengvorm van een sense- en antisense-genoom komt voor bij enkele ssRNA- en ssDNA-virussen. Daarbij komen beide polariteiten op dezelfde streng voor. De genen zijn dan ten minste over twee nucleïnezuurstrengen verdeeld, waarvan eerst een complementaire sequentie gemaakt moet worden. De beide verschillende polariteitsgedeelten worden of onafhankelijk van elkaar eerst in mRNA overgeschreven (in de antisense-gedeelten) dan wel direct als mRNA (in het sense-gedeelte) voor het overeenkomstige mRNA.
Ambisense moet niet verward worden met de gelijktijdige aanwezigheid van zowel enkelstrengs (+) als enkelstrengs (−) in het virusgenoom, zoals bij de Parvoviridae. Dankzij genoomsegmentatie is het immers mogelijk dat een virus het genoom verdeelt in meerdere RNA-moleculen die onafhankelijk van elkaar een eigen polariteit kunnen hebben. Ook moet ambisense niet verward worden met de aanwezigheid van een open leesraam (open reading frame) in beide richtingen van een dubbelstrengs-nucleïnezuur, zoals bij de Polyomaviridae.
Virussen met ambisense-ssRNA zijn de Arenaviridae (bijvoorbeeld Lassavirus, een van de veroorzakers van lassakoorts) en met gedeeltelijk ambisense-ssRNA bij de Bunyaviridae. Een ambisense-ssDNA komt voor bij het geslacht Circovirus